# چشمه سار (سلطانیه)
چشمه سار یا شلوار روستایی در دهستان سنبل‌آباد بخش مرکزی شهرستان سلطانیه استان زنجان ایران است.

## جمعیت
بر پایه سرشماری عمومی نفوس و مسکن در سال ۱۳۹۵ جمعیت این روستا ۹۲ نفر (۳۰خانوار) بوده‌است.